# Vivremo fino a lunedì
Vivremo fino a lunedì (Dozhivyom do ponedelnika) è un film del 1968 diretto da Stanislav Rostockij.

## Trama
Genka Šestopal, alunno di una scuola superiore, dal carattere riflessivo ed amante della poesia, un giorno inserisce in classe un corvo: la giovane professoressa di inglese, Natal'ja Sergeevna Gorelova, dopo qualche tentativo, riesce a farlo uscire dalla finestra.
Natalya è stata in passato allieva del professore di storia della scuola, Il'ja Semënovič Melnikov, e fra i due vige un rapporto particolare; molti ritengono, compresa la madre di Ilya, con la quale egli abita, che la giovane sia innamorata, o lo sia stata, del professore.
Un giorno Svetlana Michailovna, collega di Ilya e veterana dell'insegnamento, assegna agli allievi comuni alcune tracce di un componimento, e quasi tutti gli studenti svolgono il tema "Cosa è per te la felicità?". Un'allieva, Nadja Ogarysheva, legge in classe il proprio elaborato che, incentrato com'è sull'aspettativa futura della maternità come ideale della studentessa, suscita un certo scalpore fra studenti e diversi insegnanti, non in Il'ja, peraltro.
Il'ja infatti, anche in virtù delle indicazioni che trae dai colloqui con i genitori degli studenti, è da qualche tempo dubbioso del proprio ruolo come insegnante, almeno secondo le consuetudini del sistema scolastico in cui si trova ad operare: per questo motivo chiede al direttore della scuola, Nikolaj Borisovič, un permesso o un'aspettativa, ad effetto immediato, deciso al limite anche a rinunciare del tutto all'insegnamento. Il direttore lo convince a portare a termine almeno la settimana.
L'ultimo giorno della settimana Nadja chiede ad Il'ja di poter presenziare ad una sua lezione, che viene interrotta dall'entrata in classe del direttore. Risulta che Genka si è introdotto nottetempo in sala professori ed ha dato fuoco ai temi assegnati da Svetlana e svolti dagli studenti, lasciando al loro posto un messaggio in forma poetica. Genka viene convocato in direzione, presenti anche Il'ja e Svetlana, inviperita perché ravvisa nei versi dello studente un'offesa alla propria rispettabilità di professoressa. Con gli altri studenti è rimasta Nadya in classe, e tutti temono una punizione o addirittura la sospensione per Genka.
L'ora di lezione ha termine, gli studenti escono, Ilya, che ha evitato che Genka venisse punito, entra in classe e legge a Nadja il messaggio del ragazzo: vi si parla di un uccello cui non debbono essere tarpate le ali nella sua ricerca della felicità. Nadya a sua volta riferisce a Ilya il contenuto del componimento di Genka, che aveva avuto modo di leggere: esso consisteva nella semplice frase: "La felicità, è essere capiti".

## Riconoscimenti
- Gran Premio 1969 al Festival di Mosca